# Circuit de la Mellaha
Le circuit de la Mellaha (en italien : Autodromo della Mellaha, et en arabe : مضمار سباق ملحة) est un circuit automobile construit pour accueillir le Grand Prix de Tripoli, en Libye italienne.
L'épreuve est organisée entre le lac salé de la Mellaha, Suq al Jum'ah et Tajura. Elle emprunte huit fois la piste tripolitaine entre 1933 et 1940.

## Histoire
Le circuit de la Mellaha a permis au Gouverneur général italien Italo Balbo de recréer l'épreuve disparue en 1930 à la suite de difficultés financières et de l'accident mortel de Gastone Brilli-Peri.
Pour créer le circuit, Balbo fait organiser une loterie au cours de laquelle quatre millions de tickets seront vendus. Une partie des fonds récoltés est utilisée pour construire le complexe sportif, une autre pour les prix des coureurs et bien sûr une autre pour les participants à la loterie.
La tribune principale, couverte, pouvait accueillir 10 000 spectateurs et faisait face à une grande tour de chronométrage. Moderne, le circuit utilise des techniques de pointe comme des feux de départ électriques et se met au niveau des circuits européens.

## Galerie

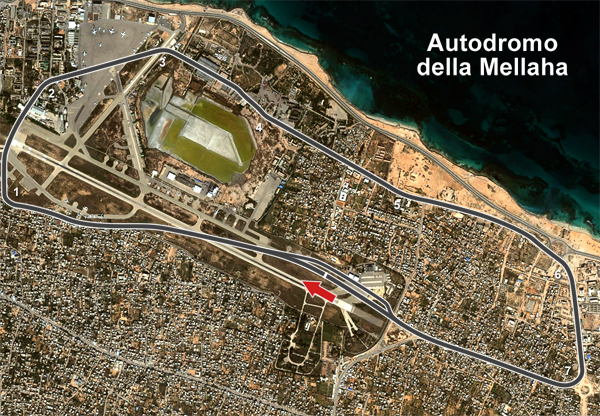
Le tracé